# Тиньково (Липецька область)
Тиньково (рос. Тиньково) — присілок у Становлянському районі Липецької області Російської Федерації.
Населення становить 30 осіб. Належить до муніципального утворення Кириловська сільрада.

## Історія
З 13 червня 1934 до 1937 року у складі Воронезької області, 1937-1954 — Орловської області. Відтак входить до складу Липецької області.
Згідно із законом від 2 липня 2004 року №114-оз органом місцевого самоврядування є Кириловська сільрада.

## Населення
| 2010 |
| ---- |
| 30   |

## Відомі особи
- Тиньков Микола Сергійович (нар. 18 (31) січня 1914, Тиньково — пом. 15 жовтня 1957) — радянський військовик часів Другої світової війни, підполковник. Герой Радянського Союзу (1945).